# Cyrtonus canalisternus
Cyrtonus canalisternus là một loài bọ cánh cứng trong họ Chrysomelidae. Loài này được Marseul miêu tả khoa học năm 1883.